# Sacramento Valley

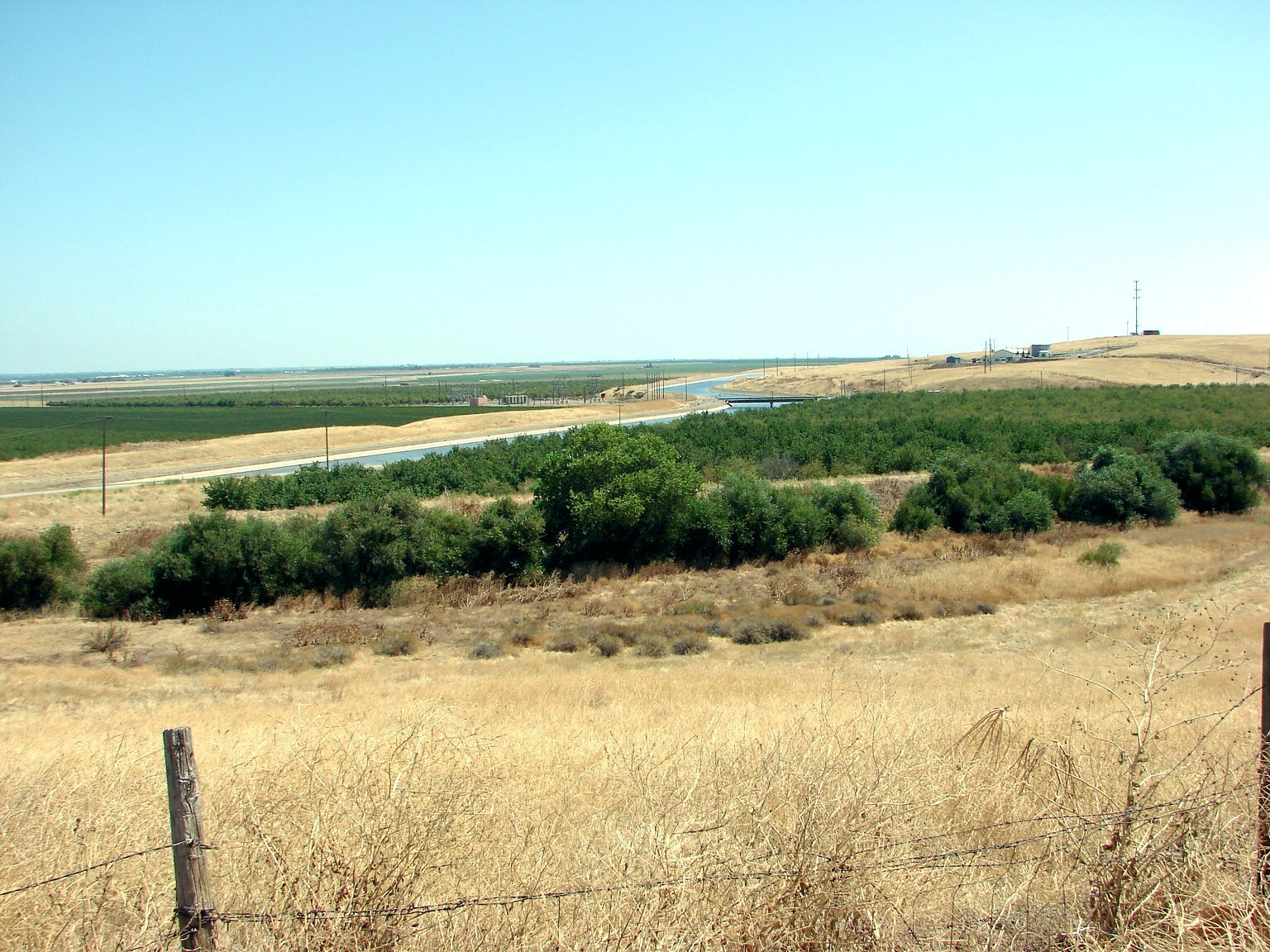
Sacramento Valley

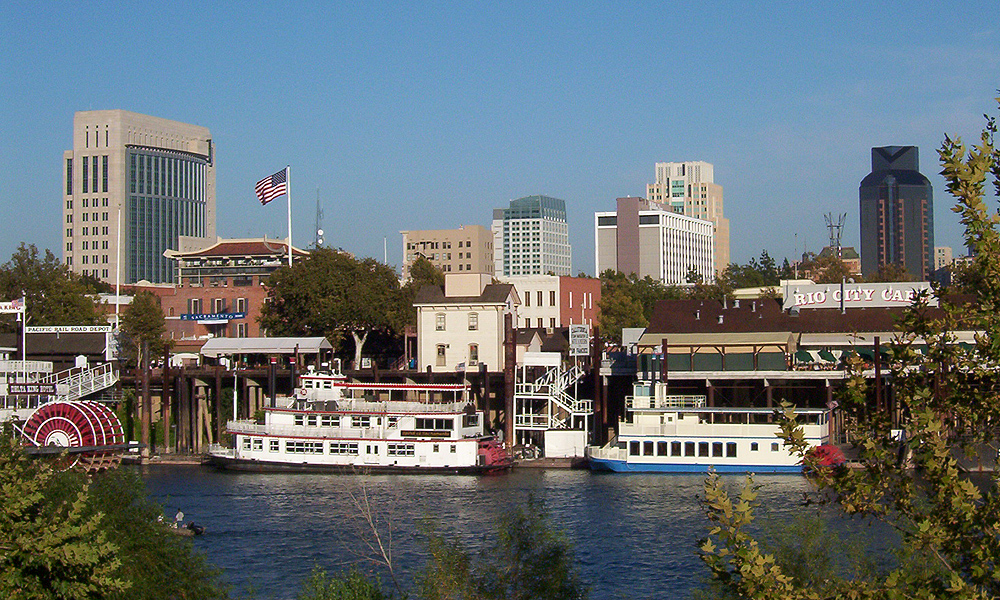
Sacramento Riverfront

Sacramento Valley is het deel van de California Central Valley ten noorden van de Sacramentodelta. Het omvat tien county's geheel of gedeeltelijk.

## Geografie
De rivier de Sacramento en de bijrivieren domineren het landschap van de Sacramento Valley. De rivieren beginnen in de verschillende bergketens die de vorm van de vallei bepalen: de Northern Coast Ranges in het westen, de Siskiyou Mountains in het noorden, en de noordelijke Sierra Nevada in het oosten. De rivieren worden gebruikt voor agriculturele, industriële, residentiële en recreatieve doeleinden, en de meeste zijn dan ook ingedamd en omgelegd.
Het terrein van de Sacramento Valley is hoofdzakelijk plat grasland dat steeds weelderiger wordt naarmate men verder van het oosten uit het regengebied van de Coast Ranges richting de Sierras gaat. In tegenstelling tot de droge San Joaquin Valley, waar het een woestijn was voordat men met irrigatie begon, is de Sacramento Valley een stuk natter en bestond voornamelijk uit bosgebieden voordat de Europese kolonisten arriveerden. Veel van de bomen werden gekapt toen de Goudkoorts heerste in Californië met de komst van veel kolonisten.
Een van de meest bijzondere dingen in het landschap is Sutter Buttes, ook wel de "kleinste bergketen in de wereld". Het bevat de overblijfselen van een vulkaan, en ligt vlak buiten Yuba City.

### Landbouw
Citrus- en notenboomgaarden (voornamelijk amandelen en walnoten) en veehouderij komen veel voor, alsook olijfgaarden en rijst.

### Grote steden
- Redding
- Sacramento
- Davis
- Chico
- Yuba City
- Red Bluff
- Roseville

### County's
- Butte
- Colusa
- El Dorado
- Glenn
- Placer
- Sacramento
- Shasta
- Solano
- Sutter
- Tehama
- Yolo
- Yuba

## Scholen en universiteiten
- University of California - Davis
- California State University - Chico
- California State University - Sacramento
- Simpson College in Redding
- William Jessup University in Loomis

Hoofdstad: Sacramento
Regio's: Antelope Valley · Big Sur · Cascade Range · Central Coast · Central Valley · Channel Islands · Coachella Valley · Conejo Valley · Cucamonga Valley · Death Valley · East Bay · East County · Emerald Triangle · Gold Country · Greater Los Angeles · Grote Bekken · Imperial Valley · Inland Empire · Klamath Basin · Lake Tahoe · Los Angeles Basin · Lost Coast · Mojave · Mountain Empire · Noord-Californië · North Bay · North Coast · North County · Oost-Californië · Owens Valley · Oxnard Plain · San Francisco Peninsula · Pomona Valley · Sacramento Valley · San Bernardino Valley · San Diego–Tijuana · San Fernando Valley · San Francisco Bay Area · San Gabriel Valley · San Joaquin Valley · Santa Clara Valley · Santa Clarita Valley · Shasta Cascade · Sierra Nevada · Silicon Valley · South Bay (LA) · South Bay (SD) · South Bay (SF) · South Coast · Southern Border Region · Upstate California · Wine Country · Yosemite · Zuid-Californië
Metropolitane gebieden: Bakersfield · Chico · Fresno · Los Angeles-Long Beach-Glendale · Modesto · Napa · Oakland-Fremont-Hayward · Oxnard-Thousand Oaks-Ventura · Riverside-San Bernardino-Ontario · Sacramento-Roseville · Salinas · San Diego-Carlsbad-San Marcos · San Francisco-San Mateo-Redwood City · San Jose-Sunnyvale-Santa Clara · San Luis Obispo-Paso Robles · Santa Ana-Anaheim-Irvine · Santa Barbara-Santa Maria · Santa Cruz-Watsonville · Santa Rosa-Petaluma · Stockton · Vallejo-Fairfield · Visalia-Porterville · Yuba City
County's: Alameda · Alpine · Amador · Butte · Calaveras · Colusa · Contra Costa · Del Norte · El Dorado · Fresno · Glenn · Humboldt · Imperial · Inyo · Kern · Kings · Lake · Lassen · Los Angeles · Madera · Marin · Mariposa · Mendocino · Merced · Modoc · Mono · Monterey · Napa · Nevada · Orange · Placer · Plumas · Riverside · Sacramento · San Benito · San Bernardino · San Diego · San Francisco · San Joaquin · San Luis Obispo · San Mateo · Santa Barbara · Santa Clara · Santa Cruz · Shasta · Sierra · Siskiyou · Solano · Sonoma · Stanislaus · Sutter · Tehama · Trinity · Tulare · Tuolumne · Ventura · Yolo · Yuba
Portaal Californië